# (5746) 1991 CK
(5746) 1991 CK là một tiểu hành tinh vành đai chính. Nó được phát hiện ở Yorii Observatory bởi Masaru Arai và Hiroshi Mori ngày 5 tháng 2 năm 1991.